# Styrmandens sidste Fart
|  | Denne artikel er oprettet af botten Steenthbot ud fra en ekstern database. Den kan derfor have sproglige fejl eller mangler. Denne skabelon kan fjernes efter kontrol af indholdet. |

Styrmandens sidste Fart er en dansk stumfilm fra 1913 instrueret af Eduard Schnedler-Sørensen og efter manuskript af Christian Nobel.

## Medvirkende
- Oscar Stribolt, Bådsmand Sivertsen
- Ella Sprange, Gerda, Sivertsens datter
- Carlo Wieth, Paul, styrmand
- Lauritz Olsen, Kaptajn Fischer
- Ebba Thomsen, Elna Beyer, forlovet med Paul
- Franz Skondrup
- Maja Bjerre-Lind
- Ingeborg Bruhn Bertelsen
- Paula Ruff
- Vera Esbøll
- Agnes Andersen
- Christian Lange
- Ebba Lorentzen
- Henning Erichsen
- Aage Henvig